# Referendo de independência das Bermudas de 1995
O referendo da independência das Bermudas de 1995 foi um referendo realizado nas Bermudas em 16 de agosto de 1995 sobre se as Bermudas deveriam se tornar um estado soberano independente ou permanecer um Território Dependente do Reino Unido. Com uma participação eleitoral de 58,8%, 73,6% votaram contra a independência e 25,7% votaram a favor. Após o resultado do referendo decisivo, Sir John Swan, a favor da independência, renunciou ao cargo de Premier das Bermudas.

## Antecedentes e detalhes do referendo
Depois de ser uma extensão da colônia da Virgínia, Bermuda foi feita uma colônia da coroa com seus próprios direitos em 1609 e tornou-se uma colônia autônoma em 1620, com a fundação do Parlamento das Bermudas. Após a Segunda Guerra Mundial, grande parte do Império Britânico obteve a independência. Em 1968, Bermuda ganhou uma constituição, mas o governo britânico determinou que Bermuda não estava pronta para a independência e, portanto, Bermuda foi incluída na lista das Nações Unidas de Territórios Não-Autônomos. Em 1981, as Bermudas se tornaram um Território Dependente do Reino Unido como resultado da Lei da Nacionalidade Britânica de 1981.
Em 25 de março de 1995, a Câmara da Assembleia das Bermudas aprovou por pouco o Projeto de Lei do Referendo da Independência 20-18,  o Senado aprovou o projeto de lei sem oposição duas semanas depois. Para a independência ser aprovada, o voto sim teve que ser apoiado por pelo menos 40% dos votantes e mais de 50% dos que votaram.
A questão do referendo (conforme estabelecido pelo Independence Referendum Act 1995) foi esta:

Are you in favour of independence for Bermuda?
Embora a favor da independência, o Partido Trabalhista Progressivo da oposição, liderado por Frederick Wade, votou contra a Lei do Referendo, convocou um boicote ao próprio referendo e afirmou que a independência deveria ser determinada em uma eleição geral. O governante Partido das Bermudas Unidas estava dividido sobre a questão, com o primeiro -ministro Sir John Swan apoiando a independência, enquanto muitos de seus defensores se opuseram.
Durante a campanha, o Comitê para a Independência das Bermudas afirmou que, se houvesse um voto "sim", a independência não viria imediatamente. Em vez disso, haveria uma conferência constitucional em Londres, que levaria as Bermudas a se tornarem um reino independente da Commonwealth, com a Rainha Elizabeth II como Chefe de Estado e o Conselho Privado permanecendo como a corte suprema.
A votação estava inicialmente marcada para 15 de agosto de 1995, mas foi adiada para o dia seguinte devido à passagem do furacão Félix pelas ilhas. As votações foram abertas das 10h às 21h. A decisão de adiar o referendo foi objeto de inquérito público, que apurou que o Governo agiu em conformidade com a lei.

## Resultado
| Escolha                                | Votos  | %     |
| -------------------------------------- | ------ | ----- |
| Para                                   | 5.714  | 25,88 |
| Contra                                 | 16.369 | 74,12 |
| Votos inválidos / em branco            | 153    | -     |
| Total                                  | 22.236 | 100   |
| Eleitores registrados / comparecimento | 37.841 | 58,76 |
| Fonte: Democracia Direta               |        |       |